# Comingio Merculiano
Comingio Merculiano (Napoli, 1845 – Napoli, 1915) è stato un pittore e illustratore italiano.

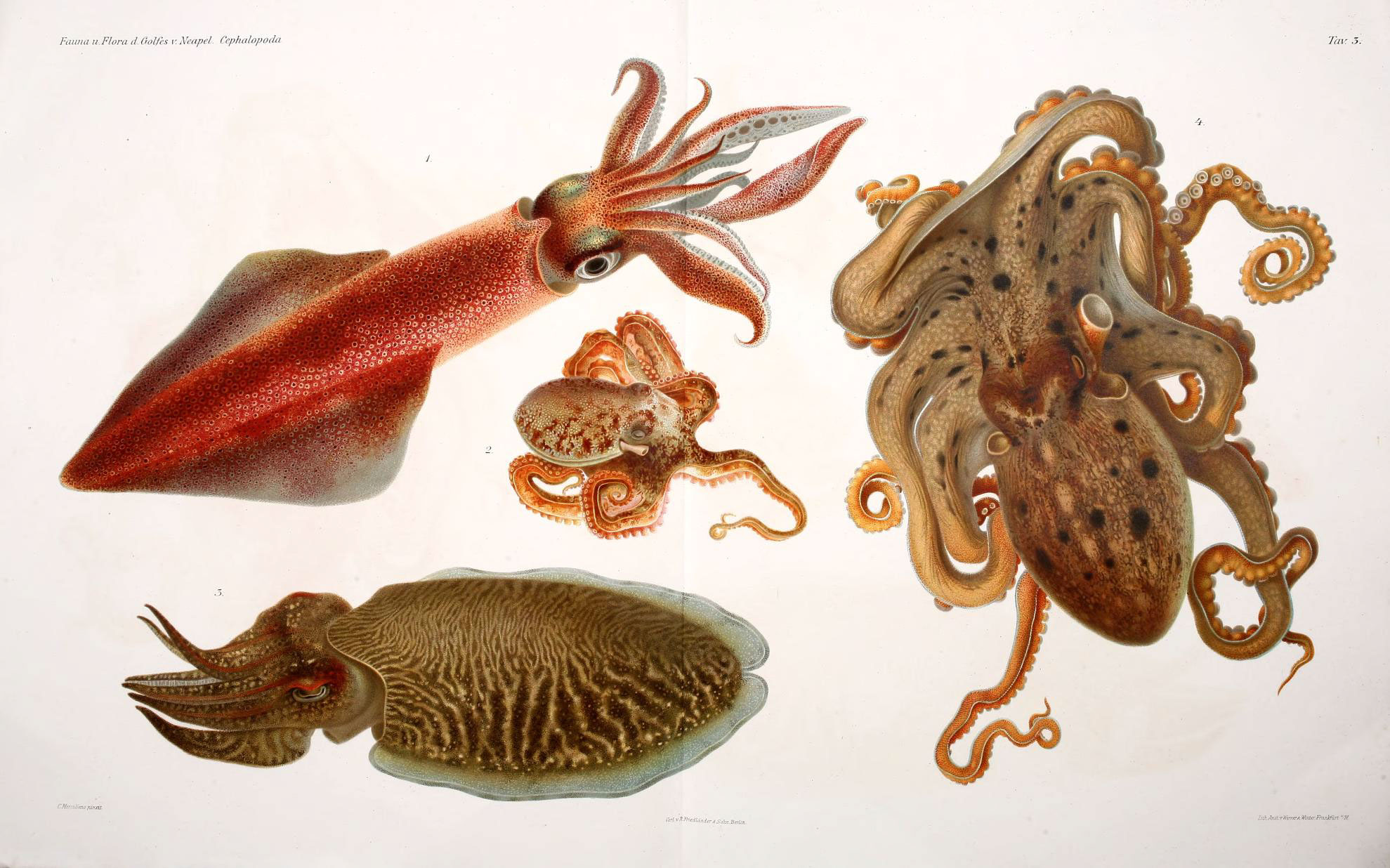
Illustrazione per I Cefalopodi viventi nel Golfo di Napoli di Giuseppe Jatta (1896)

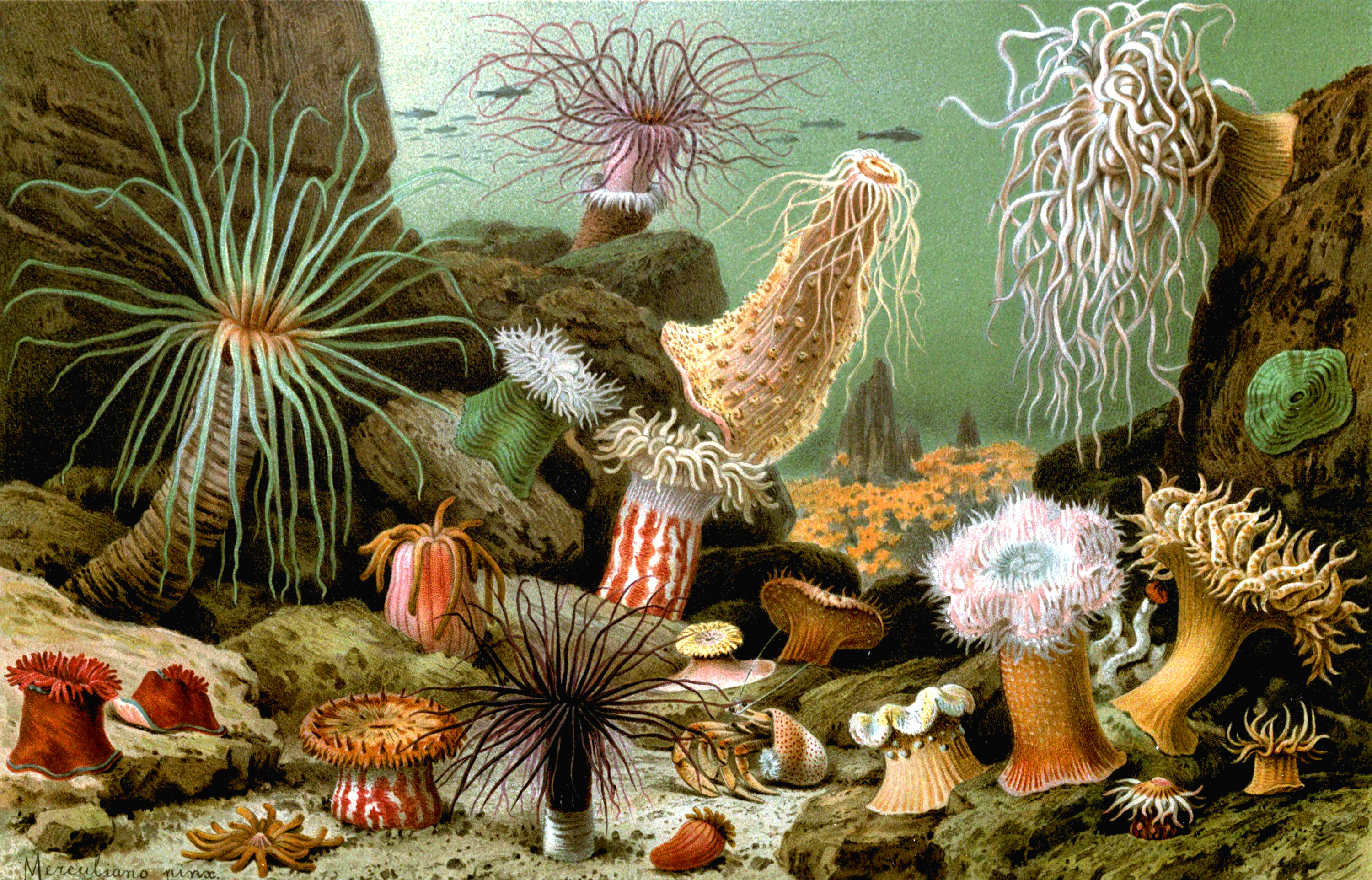
Anemoni di mare, in The Royal Natural History di Richard Lydekker (1893)

Comingio Merculiano studiò all'Accademia di belle arti di Napoli. Dal 1885 lavorò come illustratore presso la Stazione Zoologica di Napoli sotto la guida di Anton Dohrn. Qui realizzò, ad esempio, le illustrazioni per il libro di Giuseppe Jatta I Cefalopodi viventi nel Golfo di Napoli (1896). Le sue illustrazioni di anemoni di mare furono stampate nel The Royal Natural History di Richard Lydekker nel 1893 e nel Tierleben di Brehm nel 1890.
Disegnò anche vedute del Golfo di Napoli.
Suo fratello era lo scultore Giacomo Merculiano (1859–1935).